# Usine des Batignolles de Nantes
L'usine des Batignolles est une ancienne usine, aujourd'hui classée monument historique située à Nantes, dans le département français du Loire-Atlantique.

## Localisation
L'usine est située rue du Ranzay, dans le quartier Nantes Erdre, à Nantes.

## Historique
En 1917, la famille Goüin, propriétaire de la Société de construction des Batignolles (SCB), décide la construction de dix nefs à Nantes pour leur filiale de la Compagnie générale de Construction de locomotives (Batignolles-Châtillon). L'usine est élaboré par l'ingénieur Eugène Freyssinet, connu pour sa maîtrise du béton armé. L'usine se compose de six bâtiments spacieux afin d'accueillir quelques milliers d'ouvriers et leur permettre de produire et réparer les locomotives Pacific. D'autres modèles se succéderont mais l'entreprise diversifiera ses productions à partir des années 50, notamment avec la construction de tourelles de char, des tubes lance-torpilles et des rotatives d'imprimerie.
Des cités ouvrières (Ranzay, Baratte, Halvêque) voient le jour. Elles sont situées à l'est de Nantes. L'usine offrait à une partie de son personnel des maisons individuelles avec jardin, une école, un cinéma et un dispensaire. Les cadres possédaient des édifices en pierres, alors que les ouvriers étaient logés dans des pavillons en bois au conditions rudimentaires. Les étrangers, quant à eux, occupaient des chambres dans des bâtiments collectifs ou des wagons désaffectés. L'usine avait également recruté des travailleurs étrangers, notamment de Pologne, d'Allemagne, d'Italie, de Tchécoslovaquie, d'Autriche et du Portugal.

### Symbole des luttes sociales
Durant plusieurs années, l'usine des Batignolles était un bastion de la CGT. En effet en 1922, la CGTU se lance dans l'action contre la suppression d'emploi. Elle appelait à l'action directe et au sabotage. À la suite de cette sédition, la direction congédie les fortes têtes et soutient la création d'un comité de "jaunes". En 1930 la CGTU est accusée par les autorités de vouloir organiser les 350 ouvriers étrangers, notamment les ouvriers portugais. Cinq d'entre eux seront évincés pour « tendance à suivre les exhortations des chefs communistes de la cellule ». En 1936, l'usine est occupée durant une semaine et la direction finit par leur accorder les 5 francs d'augmentation demandés par les ouvriers. 

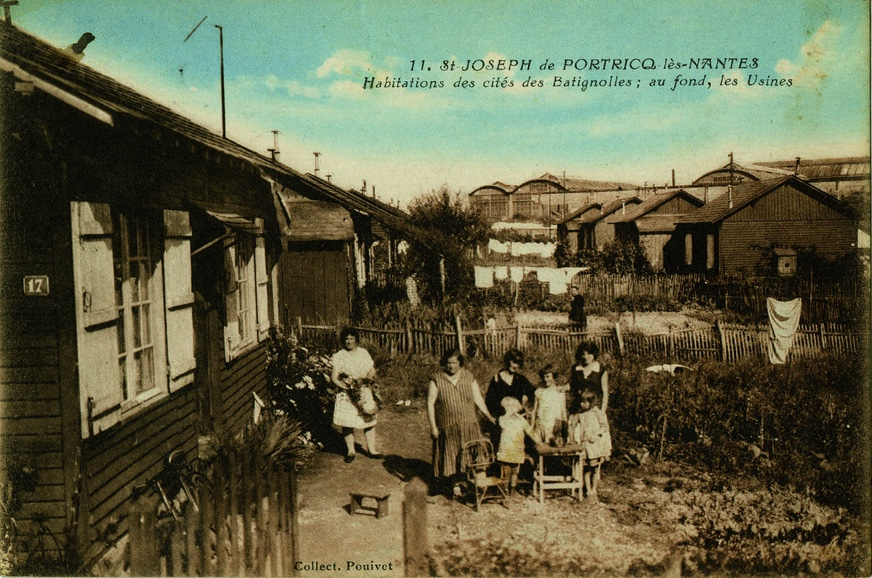
Cité ouvrière de l'usine des Batignolles (visible en arrière-plan) dans les années 1920 dans le quartier Saint-Joseph de Porterie.

Pendant la Seconde Guerre mondiale, 16 ouvriers seront fusillés pour faits de résistance, d'autres seront prisonniers, victimes du STO et d'autres seront victimes des bombardements de 1943. Après la guerre, la CGT fusionne avec la CFTC, installée dans les cols blancs, et la CGT-FO. En 1955, les ouvriers participent également avec ceux de la navale aux grèves de Saint-Nazaire.

### Schneider et Creusot-Loire
En 1963, l'usine des Batignolles passe sous le contrôle de Schneider, subséquemment sous celle de Creusot-Loire en 1970. Durant les évènements de Mai 68, l'usine est à nouveau occupée. 3 ans plus tard, l'exaspération éclate à nouveau afin d'exiger des augmentations de salaires pour supporter l'inflation. Les bureaux de la direction sont saccagés par de jeunes ouvriers, surtout quelques militants d'extrême gauche. Durant six semaines, les travailleurs tiennent tête au patron et disposent d'un vaste mouvement de solidarité financière. Le conflit se termine par un compromis. Il sera néanmoins le dernier mouvement d'ampleur de l'usine. 
À la suite de la faillite de Creusot-Loire en 1984, l'usine est divisée en trois parties autonomes : Rockwell, Batignolles Technologies thermiques et Worthington. 
Les bâtiments de l'usine font partiellement l'objet d'une inscription au titre des monuments historiques depuis le 3 août 2022.

## Architecture
L'usine est construit en partie en béton armée et est divisée en trois parties.

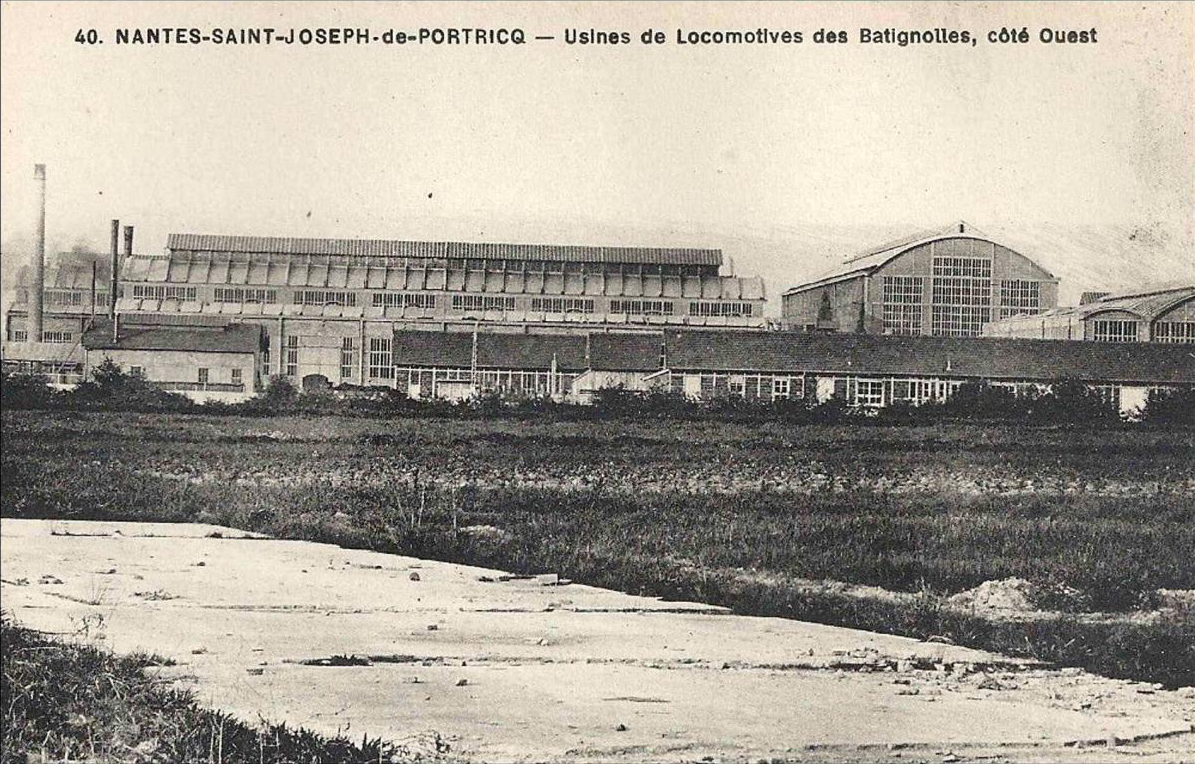
Usines de locomotives Batignolles, côté Ouest.
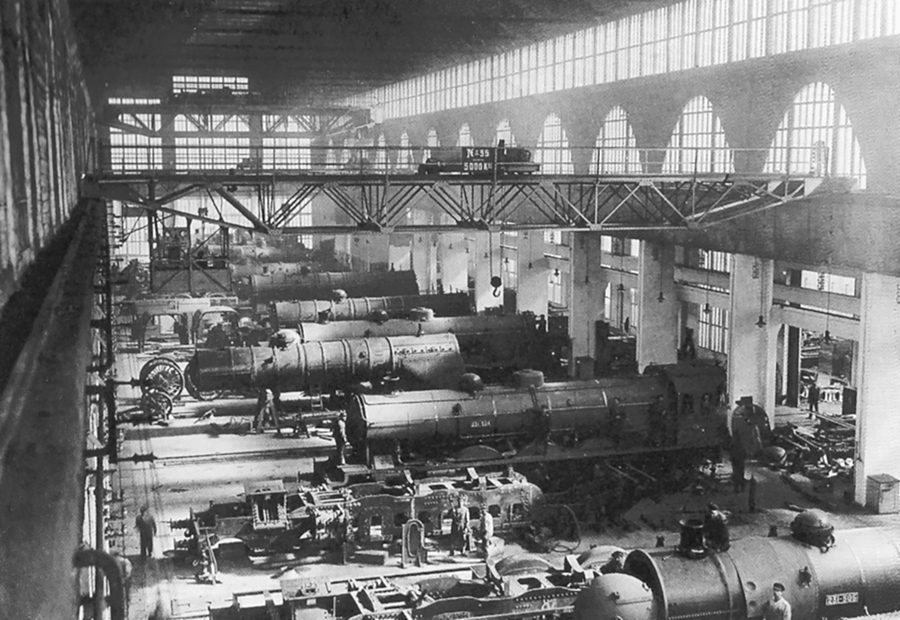
Pacific 231 en construction dans les usines Batignolles.

## Conservation de la mémoire des cités ouvrières de l'usine
Annick Vidal, fille d'un ancien ouvrier des Batignolles, œuvre pour la conservation de la mémoire ouvrière de l'usine des Batignolles dans les années 1990. Elle crée, de façon informelle, un comité de quartier à La Halvêque-Beaujoire qui permet de sauver l'ancienne église Saint-Georges-des-Batignolles et sa fresque. 
Annick Vidal souhaite également conserver le souvenir des cités ouvrières des Batignolles et profite de la démolition des maisons de la cité ouvrière Bessonneau de Couëron, en Loire-Atlantique, pour tenter d'en récupérer une. Après étude, cela semble impossible. La Ville de Nantes accepte finalement de financer le projet de construction d'une maison, cela correspondant à leur politique de développement du lien social nouvellement mise en place. Yolande Ceineray, architecte, dirige les travaux qui sont exécutés par la Ville, sur les plans des maisons ouvrières de Bessonneau.
La Maison ouvrière des Batignolles, située 30 boulevard des Batignolles à Nantes, est inaugurée le 16 septembre 2006. Elle fait aujourd'hui office de salle associative et porte le nom d'Annick-Vidal depuis le 9 décembre 2022.